# Élisa Schlésinger
Élisa Schlésinger, nata Caroline-Élisa-Augustine Foucault (Vernon, 23 settembre 1810 – Achern, 11 settembre 1888), è stata una nobildonna francese, conosciuta principalmente per essere stata la musa ispiratrice di Gustave Flaubert per tutta la vita e il modello di alcuni dei suoi personaggi immaginari.

## Biografia
Nata a Vernon, sposò dapprima Émile-Jacques Judée (nato a Issoudun il 14 marzo 1796), poi dopo la vedovanza sposò nel 1840 Maurice Schlesinger con cui conviveva già da otto anni. Maurice Schlésinger, nato a Berlino il 3 ottobre 1797, ex ussaro del Brandeburgo, è direttore della Gazette et revue musicale de Paris, attività simile a quella di suo padre a Berlino (fondatore della Schlesingersche Buch und Musikalienhandlung). Richard Wagner ha tracciato nella sua autobiografia un severo ritratto di Maurice Schlésinger, un uomo d'affari duro e senza scrupoli negli affari, molto simile al personaggio di Jacques Arnoux ne L'Educazione sentimentale di Gustave Flaubert; ogni musicista doveva infine rivolgersi a Schlésinger per assicurarsi un futuro.
Dalla coppia ancora illegittima di Schlésinger nasce una figlia, Marie-Adèle-Julie-Monica, il 19 aprile 1836, riconosciuta da suo padre ma dichiarata "di madre sconosciuta", dal momento che Élisa era ancora sposata con Judée. 

### Rapporto con Gustave Flaubert
È col nome del secondo marito che Élisa passerà ai posteri per essere stata oggetto della passione di Gustave Flaubert durante la sua tumultuosa vita sentimentale. 
Il loro primo incontro ebbe luogo a Trouville-sur-Mer nell'estate del 1836, Gustave aveva 15 anni ed Élisa 26, mentre la figlia di Élisa solo alcuni mesi. Sebbene fosse già nota come Madame Schlésinger, la donna non si era ancora sposata perché non ancora vedova. A quel tempo infatti il divorzio non esisteva. Un secondo figlio nascerà legalmente, il 1º gennaio 1842 e si chiamerà Adolphe-Maurice. Nel 1838, Flaubert pubblicò Memorie di un pazzo, il suo primo romanzo giovanile, in cui sono già in mostra ritratti della Schlésinger. 
Gustave Flaubert frequentò la casa degli Schlésinger durante gli studi di legge a Parigi e, per mantenere i contatti con Élisa, avrebbe instaurato legami epistolari col marito Maurice anche dopo la partenza definitiva della famiglia per Baden, in Germania, nel 1852. Racconterà le sue difficoltà legali dopo la pubblicazione di Madame Bovary e rimarrà anche in contatto con il figlio di Schlésinger a Parigi.
In una lettera all'amico del 20 agosto 1863, Maxime du Camp annuncia a Flaubert che Élisa Schlésinger è internata in una casa di cura, affetta da lipemania (depressione).
Il 1º settembre 1864, Flaubert inizia a scrivere il romanzo L'educazione sentimentale dopo essere tornato a Trouville per rivivere le sue emozioni.
Élisa rimarrà vedova per la seconda volta nell'aprile 1871 e, in occasione della successione, dovrà tornare a Trouville. Una corrispondenza tra i due amici attesta una visita di Élisa a Croisset. L'ultima lettera a questa donna disperatamente amata è datata 8 ottobre 1872.
La vita di Élisa Schlésinger non è stata altro che una serie di sacrifici e rinunce che deve aver messo a tacere, sebbene le lettere tra lei e Flaubert rivelino sentimenti forti, seppur contenuti. Morì nel manicomio di Achern, vicino a Baden, l'11 settembre 1888. Non si sa se abbia mai saputo della morte di Gustave Flaubert l'8 maggio 1880.